# 關元穴
關元穴是属于任脈的腧穴。

## 定位
臍下3寸。

## 主治
腹痛、腹脹、泄瀉、便秘、水腫、月經不調等

## 操作
直刺0.8～1.2寸；可灸。